# Helen Craggs
Helen Craggs, verheiratete McCrombie und in zweiter Ehe Helen Pethick-Lawrence, Baroness Pethick-Lawrence, unter Pseudonym Helen Millar (* 24. November 1888 in Westminster, London; † 15. Januar 1969 in Victoria, British Columbia, Kanada), war eine englisch-britische Suffragette.

## Leben
Craggs wurde als Tochter von Sir John Craggs, einem Buchhalter, der Geld für die Tropenmedizinforschung spendete, geboren und hatte sieben Geschwister. Craggs besuchte die Roedean School in Brighton und wollte Medizin studieren, doch ihr Vater lehnte dies ab.
Craggs unterrichtete eine Zeit lang Naturwissenschaften und Leibesübungen an ihrer ehemaligen Schule. Obwohl Craggs’ Mutter das Anliegen des Frauenwahlrechts unterstützte und im Leitungskomitee der nationalen und der Kensington Conservative and Unionist Women’s Franchise Association war, missbilligte sie die militanten Suffragetten.
Craggs benutzte das Pseudonym „Helen Millar“ (vielleicht, um ihre Familie und ihre Stelle als Lehrerin zu schützen), als sie sich während der Nachwahl in Peckham 1908 den Aktivistinnen der Women’s Social and Political Union (WSPU) anschloss. Sie malte mit Kreide Slogans auf Gehwegen und verteilte Wahlkampfmaterial für das Frauenwahlrecht. Craggs unterstützte Flora McKinnon Drummond mit dem Ziel, Winston Churchill bei der Wahl in Manchester mit dem Wahlrechtsthema und anderen Gleichstellungsthemen erfolgreich aus dem Rennen zu werfen. Churchill wurde dann für den Sitz in Dundee vorgeschlagen, wo die WSPU ihn erneut herausforderte.
Innerhalb von zwei Jahren musste Craggs ihr wenig wohlwollendes Zuhause verlassen. Sie wurde hauptberufliche WSPU-Organisatorin und lebte für 25 Shilling im Monat in einer Mietwohnung in Bloomsbury. Craggs arbeitete im Presse-Laden der WSPU, zusammen mit Mary Richardson, die über die obszönen Beschimpfungen berichtete, die ihr von männlichen „Schaulustigen“ und anderen zugeflüstert wurden, die auch kamen, um das Frauenwahlrechtsmaterial zu zerreißen. Das Museum of London besitzt ein Bild von Craggs auf einer Pferdekutsche, mit der sie die Zeitschrift Votes for Women verteilte.
Craggs stand Emmeline Pankhursts Sohn Harry nahe, der an Kinderlähmung litt, und besuchte ihn regelmäßig in seinem Pflegeheim. Sie war bei ihm, als er im Januar 1910 starb. Craggs wurde als Nachfolgerin von Grace Roe Organisatorin der WSPU-Zweigstelle in Brixton und später in Hampstead. Innerhalb der Bewegung freundete sich Craggs mit Ethel Smyth, Evelyn Jane Sharp und Beatrice Harraden an. Craggs verbrachte 1910/1911 Zeit mit Marie Newby in Devon und half der dortigen Kampagne.
Im Juni 1912 war Craggs in Cardiff und wurde als diejenige Demonstrantin identifiziert, die den Innenminister in der Kathedrale von Llandaff während eines königlichen Besuchs im Cathays Park anging und sagte, es sei „eine Schande, dass er durch das Land reise, während Suffragetten im Gefängnis verhungerten“.
Ebenfalls in 1912 wurde Craggs im Holloway Prison inhaftiert, weil sie Fensterscheiben eingeschlagen hatte, und trat in einen Hungerstreik. Die nächste Verhaftung erfolgte, weil sie in der Nähe von Nuneham Courtney, dem Haus von Lewis Harcourt, dem Minister für die Kolonien, Material für eine Brandstiftung mit sich führte. Die WSPU bestand darauf, dass Craggs aus eigenem Antrieb gehandelt hätte, da dies der erste Fall von Bedrohung von Eigentum war. Der Vorfall wurde vor Gericht ausführlich beschrieben: Zwei Frauen mieteten ein Kanu und trafen überraschend auf einen Polizisten, dem Craggs sagte, sie würden in der Nähe zelten und seien gekommen, um sich am Haus „umzusehen“. Der Polizist identifizierte Craggs später, aber die zweite Frau (Norah Smyth) entkam, und die Polizei fand Lebensmittel und die Farben der WSPU-Flagge (weiß, grün und lila) sowie die Telefonnummern des Anwesens und der Feuerwache in Oxford. Craggs trug ein „auffälliges Kostüm mit den Farben der Suffragetten“, als sie am nächsten Tag vor Gericht erschien und ihre Absicht zugab, aber ihren Namen nicht nennen wollte.
Craggs wurde wegen der Schwere des Verbrechens (es befanden sich acht Personen im Haus) in Untersuchungshaft genommen und vom Court of Assize in Oxford zu neun Monaten harter Arbeit verurteilt, die Kaution betrug 1000 Pfund, wovon die Hälfte von Ethel Smyth zur Verfügung gestellt wurde. Craggs wurde zunächst in das Oxford Prison eingewiesen und dann in das Holloway Prison verlegt. Sie trat erneut in den Hungerstreik und wurde fünfmal in zwei Tagen zwangsernährt. Nach elf Tagen wurde sie mit inneren und äußeren Blutergüssen aufgrund ihres Gesundheitszustands entlassen.
Craggs zog 1913 nach Dublin, wo sie sich am Rotunda Hospital zur Hebamme ausbilden ließ. Sie heiratete 1914 einen Allgemeinmediziner im Londoner East End, Duncan Alexander McCrombie aus Aberdeen. Ihre Eltern waren bei der Hochzeit nicht anwesend. Craggs ließ sich zur Apothekerin ausbilden, um die Praxis ihres Mannes zu unterstützen. Craggs wurde 1936 Witwe. Sie machte sich mit der Herstellung von Puzzlen selbstständig, um ein Einkommen für ihre beiden Kinder, Sarah (* 1923) und John Alexander Somerville (* 1925), zu erzielen. Nach dem Zweiten Weltkrieg wanderten Craggs und ihre Tochter nach Nordamerika aus; sie ließen sich in Kanada nieder und sahen Christabel Pankhurst manchmal in Los Angeles. Craggs kehrte in den 1950er Jahren nach London zurück und wurde Privatsekretärin. Am 14. Februar 1957 heiratete sie als seine zweite Frau Frederick Pethick-Lawrence, dessen erste Frau, die Suffragette Emmeline Pethick-Lawrence 1954 gestorben war.
Im Jahr 1969 starb Craggs in Victoria, British Columbia, Kanada. Ihr schriftlicher Nachlass liegt im Archiv der London School of Economics and Political Science.